# Scopul și mijloacele
Scopul și mijloacele este un film românesc din 1983 regizat de Dan Marcoci. Rolurile principale au fost interpretate de actorii Petre Gheorghiu, Leopoldina Bălănuță, Rodica Negrea.

## Distribuție
Distribuția filmului este alcătuită din:
- Răzvan Vasilescu — Mihai
- Radu Panamarenco — Marin
- Liana Ceterchi — Emilia
- Mircea Constantinescu (2) — Ing. Panait
- Rodica Negrea — Valeria
- Cristina Deleanu — Cornelia Vișinescu
- Nicolae Pomoje — Ionică
- Petre Gheorghiu — Simion Popa
- Ecaterina Nazare — Viorica
- Marian Râlea — Mircea Chivu
- Ștefan Sileanu — David
- Leopoldina Bălănuță — Aurelia Popa

## Primire
Filmul a fost vizionat de 1.172.929 de spectatori în cinematografele din România, după cum atestă o situație a numărului de spectatori înregistrat de filmele românești de la data premierei și până la data de 31 decembrie 2014 alcătuită de Centrul Național al Cinematografiei.